# Dubník (okres Nové Zámky)
Dubník, do roku 1948 Čúz, (maďarsky Csúz) je obec na Slovensku, v okrese Nové Zámky. Žije v nich přibližně 1 500 obyvatel. K 31.12.2019 v obci žilo 1606 obyvatel, obyvatelstvo je z 65 % maďarské a z 35 % slovenské národnosti.

## Historie

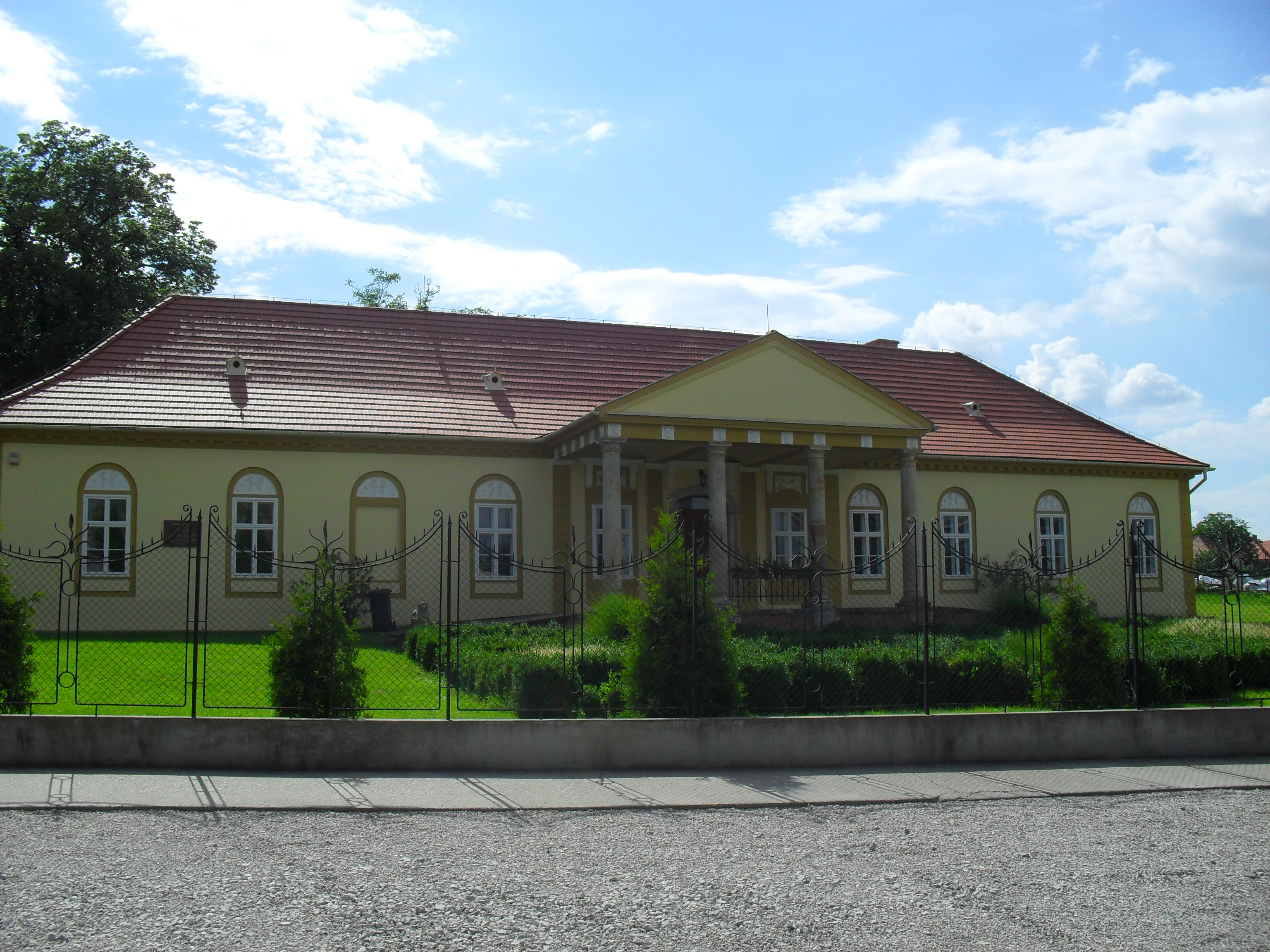
Zámeček Csúzyových

Obec byla poprvé písemně připomínána v roce 1236 pod názvem Chus. V roce 1247 ji uherský král daroval Sándorovi de Szemere, který ji přičlenil ke svému vlastnictví soustředěnému v obci Lót (ta byla později zničena).
V obci se nachází klasicistní zámeček rodiny Csúzyovců, u nichž František Palacký v letech 1817-1823 dělal domácího učitele.
V roce 1876 vesnici značně zasáhla epidemie cholery a v roce 1914 vypukla epidemie černých neštovic. Až do Trianonské mírové smlouvy patřila k Žitnodvorskému okresu v Uhersku. V důsledku první vídeňské arbitráže byl Dubník v letech 1938 až 1945 součástí Maďarska. Po skončení 2. světové války došlo k částečné výměně obyvatelstva. Současný název obec získala v roce 1948. V roce 1961 Dubník dosáhl maximálního počtu lidí (2528 obyvatel) a od té doby se počet obyvatel v důsledku vysídlování zmenšoval. V 70. a 80. letech 20. století zajišťovalo dobře fungující jednotné zemědělské družstvo pracovní místa pro přibližně čtyři sta pracovníků - obiloviny, kukuřice, tabák, melouny – a kromě skotu a prasat i kuřecí farmy. Až do roku 1978 existovaly v obci lázně.